# James Donn
James Donn ( 1758, Monivaird, Perthshire - 14 de junio de 1813, Cambridge) fue un botánico escocés.
Trabajó en el Real Jardín Botánico de Kew con la dirección de William Aiton (1731-1793), antes de ser curador del Jardín botánico de la Universidad de Cambridge de 1794 hasta su deceso en 1813.
Fue asociado de la Sociedad linneana de Londres en 1795 y miembro en 1812.
Publica su famoso Hortus Cantabrigiensis en 1796 (sexta ed. en 1811).

## Fuente
- Ray Desmond. 1994. Diccionario de Botánicos y Horticulturistas Británicos e Irlandeses incluyendo a Colectores, Pintores de Flores y Diseñadores de Jardines. Taylor & Francis, & Museo de Historia Natural de Londres.

- La abreviatura «Donn» se emplea para indicar a James Donn como autoridad en la descripción y clasificación científica de los vegetales.[1]